# Miguel Valerio
Miguel Ángel Flores Valerio (La Ceiba, Atlántida, Honduras, 22 de febrero de 1986) es un futbolista hondureño. Juega como lateral derecho y su actual club es el C. D. S. Vida de la Liga Nacional de Honduras. 

## Trayectoria
Valerio debutó en la Liga Nacional de Honduras con el C.D.S. Vida en la temporada 2013-2014. Durante su tiempo en el club, acumuló un total de 143 partidos y anotó 9 goles.
En octubre de 2016, sufrió una rotura de ligamentos que lo mantuvo alejado de las canchas por varios meses.
Posteriormente, fue fichado por el C.D. Honduras Progreso, donde continuó su carrera profesional.

## Estadísticas
Hasta la temporada 2019/2020, Valerio ha disputado un total de 130 partidos en la Liga Nacional de Honduras, anotando 9 goles y recibiendo 26 tarjetas amarillas y 1 tarjeta roja.

### Clubes
| Equipo                 | Div.                | Temporada           | Liga     | Liga  | Copa Nacional | Copa Nacional | Copa Internacional | Copa Internacional | Total    | Total |
| Equipo                 | Div.                | Temporada           | Partidos | Goles | Partidos      | Goles         | Partidos           | Goles              | Partidos | Goles |
| C. D. S. Vida Honduras | 1.ª                 | 2013-14             | 29       | 2     | —             | —             | —                  | —                  | 29       | 2     |
| C. D. S. Vida Honduras | 1.ª                 | 2014-15             | 26       | 4     | —             | —             | —                  | —                  | 26       | 4     |
| C. D. S. Vida Honduras | 1.ª                 | 2015-16             | 35       | 0     | —             | —             | —                  | —                  | 35       | 0     |
| C. D. S. Vida Honduras | 1.ª                 | 2016-17             | 7        | 0     | —             | —             | —                  | —                  | 7        | 0     |
| C. D. S. Vida Honduras | 1.ª                 | 2017-18             | 26       | 1     | —             | —             | —                  | —                  | 26       | 1     |
| C. D. S. Vida Honduras | 1.ª                 | 2018-19             | 20       | 2     | —             | —             | —                  | —                  | 20       | 2     |
| C. D. S. Vida Honduras | Total               | Total               | 143      | 9     | 0             | 0             | 0                  | 0                  | 143      | 9     |
| Total en su carrera    | Total en su carrera | Total en su carrera | 143      | 0     | 0             | 0             | 0                  | 0                  | 143      | 9     |